# Гейтс-Міллс (Огайо)
Гейтс-Міллс (англ. Gates Mills) — селище (англ. village) в США, в окрузі Каягога штату Огайо. Населення — 2264 особи (2020).

## Географія
Гейтс-Міллс розташований за координатами 41°31′51″ пн. ш. 81°24′40″ зх. д. / 41.53083° пн. ш. 81.41111° зх. д. (41.530962, -81.411154).  За даними Бюро перепису населення США в 2010 році селище мало площу 23,56 км², з яких 23,23 км² — суходіл та 0,34 км² — водойми.

## Демографія
Згідно з переписом 2010 року, у селищі мешкало 2270 осіб у 919 домогосподарствах у складі 698 родин. Густота населення становила 96 осіб/км².  Було 992 помешкання (42/км²).
Расовий склад населення:
| - 93,0 % — білих - 4,0 % — азіатів - 1,3 % — чорних або афроамериканців - 0,1 % — корінних американців |

До двох чи більше рас належало 1,2 %. Частка іспаномовних становила 1,9 % від усіх жителів.
За віковим діапазоном населення розподілялося таким чином: 18,2 % — особи молодші 18 років, 58,4 % — особи у віці 18—64 років, 23,4 % — особи у віці 65 років та старші. Медіана віку мешканця становила 52,5 року. На 100 осіб жіночої статі у селищі припадало 103,0 чоловіків;  на 100 жінок у віці від 18 років та старших — 97,2 чоловіків також старших 18 років.
Середній дохід на одне домашнє господарство  становив 176 288 доларів США (медіана — 116 648), а середній дохід на одну сім'ю — 212 236 доларів (медіана — 144 167). Медіана доходів становила 109 286 доларів для чоловіків та 75 598 доларів для жінок. За межею бідності перебувало 7,3 % осіб, у тому числі 2,3 % дітей у віці до 18 років та 7,5 % осіб у віці 65 років та старших.
Цивільне працевлаштоване населення становило 1002 особи. Основні галузі зайнятості: освіта, охорона здоров'я та соціальна допомога — 26,3 %, фінанси, страхування та нерухомість — 20,0 %, виробництво — 15,3 %, науковці, спеціалісти, менеджери — 13,9 %.